# Центральна Італія

Області центральної Італії

Центральна Італія — серединна частина сучасної Італії, свого роду перехідний регіон між Північною та Південною Італією. Має у своєму складі регіони Лаціо, Марке, Тоскана та Умбрія.
Центральна Італія зайнята сильно розчленованими хребтами Центральних Апеннін, мається багато ліній сейсмологічних розломів, які чергуються з улоговинами, висока ймовірність руйнівних землетрусів, наприклад, землетрус в Авеццано 1915 року. У центральній Італії розташована столиця країни — місто Рим, а також держава Ватикан. У центральній Італії виникла сучасна літературна італійська мова (в основі своїй — тосканський діалект).

## Історія
За часів античності територію населяли різноманітні племена (латини, етруски). Всі вони були об'єднані й романізовані в кордонах Римської імперії. Після навали германських племен з півночі і візантійців з півдня у 476 році, а також посилення влади римських пап, привели до дезінтеграції античної романської спільності півострова на ряд дрібних державних утворень з великою різноманітністю субкультур і діалектів. Центральноіталійські діалекти від північних відокремлює ізоглоса лінія Спеція-Ріміні, а від південних — лінія Рим-Анкона. В цілому вони найнаближеніші до класичної латини, виявляють чимало подібностей з іберо-романськими, а також з балкано-романськими мовами.
В середні віки в центральній Італії існувало кілька держав (Піза, Тоскана та ін.) Значну частину територій центральної Італії об'єднали під своїм «світським» управлінням Римські папи з 754 по 1870 рр. Виникла так звана Папська область.

## Економіка
Економіка центральної Італії має змішаний аграрно-промисловий характер. У промисловому секторі раніше переважало дрібне промислове виробництво, легка промисловість, виробництво та вичинка шкіри, взуття. Варто також зазначити, що Центральна Італія нарівні з Північною визнана одним із найкращих місць для життя в Західній Європі.